# Characters (téléfilm)
Pour plus de détails, voir Fiche technique et Distribution.
Characters est un téléfilm comique américain réalisé par Will Mackenzie et sorti en 1980.

## Fiche technique
- Titre original : Characters
- Réalisation : Will Mackenzie
- Scénario : David Isaacs et Ken Levine
- Photographie :
- Montage :
- Musique :
- Costumes :
- Décors :
- Casting : Joyce Robinson
- Producteur : Gene Marcione
  - Producteur délégué : David Isaacs et Ken Levine
- Sociétés de production :
- Sociétés de distribution : NBC
- Pays d'origine :  États-Unis
- Langue originale : anglais
- Format : couleur
- Genre : Comédie
- Durée :
- Dates de sortie : 
  - États-Unis : 26 octobre 1980

## Distribution
- Terry Lester : Steve Tucker
- Philip Charles MacKenzie : Jack Elmdorf
- Maggie Roswell : Carol Goodman
- Marcia Wallace : Leila Flynn